# Hichem Bouhanoun
Hichem Bouhanoun (* 1. Januar 1997) ist ein algerischer Leichtathlet, der sich auf den Hochsprung spezialisiert hat und in dieser Disziplin 2022 Afrikameister wurde.

## Sportliche Laufbahn
Erste Erfahrungen bei internationalen Meisterschaften sammelte Hichem Bouhanoun im Jahr 2014, als er bei den Olympischen Jugendspielen in Nanjing mit übersprungenen 2,08 m den siebten Platz belegte. Im Jahr darauf siegte er bei den Juniorenafrikameisterschaften in Addis Abeba mit 2,12 m und 2016 gewann er bei den Arabischen-Juniorenmeisterschaften in Tlemcen mit 2,00 m die Silbermedaille. 2021 gewann er dann bei den Arabischen Meisterschaften in Radés mit einer Höhe von 2,05 m die Bronzemedaille hinter dem Iraker Faleh Abdulwahid und Hamdi al-Amin aus Katar. Im Jahr darauf siegte er überraschend mit einer Höhe von 2,15 m bei den Afrikameisterschaften in Port Louis und gewann anschließend bei den Mittelmeerspielen in Oran mit Bestleistung von 2,22 m die Bronzemedaille hinter seinem Landsmann Bilel Afer und Majd Eddin Ghazal aus Syrien. 2023 gewann er bei den Panarabischen Spielen in Algier mit 2,13 m die Bronzemedaille hinter dem Omaner Fatak Bait Jaboob und Hamdi al-Amin aus Katar, ehe er bei den Weltmeisterschaften in Budapest mit 2,14 m in der Qualifikationsrunde ausschied. Im Jahr darauf belegte er bei den Afrikaspielen in Accra mit 2,16 m den fünften Platz und 2025 gewann er bei den Arabischen Meisterschaften in Oran mit 2,12 m die Bronzemedaille hinter dem Katarer Hamdi al-Amin und Fatak Bait Jaboob aus Oman.
In den Jahren 2019 und 2023 wurde Bouhanoun algerischer Meister im Hochsprung.